# Vatreni žabnjak
Vatreni žabnjak (močvarni žabnjak, lat. Ranunculus flammula), vrsta žabnjaka, vodena trajnica raširena po Europi, zapadnom Sibiru, sjeverozapadnoj Africi i sjeverozapadu Sjeverne Amerike.
To je otrovna biljka koja raste po vlažnim mjestima. Cvate u lipnju i srpnju. 
- R. flammula, cvjetovi
- R. flammula
- R. flammula

## Vanjske poveznice
- Lesser Spearwort